# Manuel Arias y Porres
Manuel Arias i Porres (Alaejos (Valladolid), 1 de novembre de 1638 - Sevilla, 16 de novembre de 1717) cavaller de l'Orde de Malta, President del Consell de Castella durant els regnats de Carles II i de Felip V, arquebisbe de Sevilla i cardenal. Partidari de l'entronització de la Casa de Borbó, conjuntament amb el cardenal Portocarrero regí també el consell de la regència a la mort de Carles II i els tres primers anys del Despacho. Continuà formant-ne part després de renúncia de Portocarrero fins que en fou apartat i alhora destituït com a President del Consell de Castella; la seva destitució fou causa de la seva oposició creixent oposició a la intromissió francesa al govern espanyol, i a les maquinacions del comte de Montellano, que ajudat per la Princesa dels Ursins aconseguí el seu càrrec el novembre del 1703.

## Biografia

### Cavaller de Malta
A l'edat de 14 anys va marxar a Malta on servint com cavaller de l'Orde de Sant Joan i va estudiar filosofia, teologia i lleis. Amb el favor del Gran Maestre Rafael Cotoner el 1662 va ser designat vicecanceller de l'Ordre i posteriorment el papa Innocenci XI li va atorgar el grau de gran batlle. Al llarg de la seva militància en l'ordre li van ser concedides les comandes de Benavente (1668), El Viso (1674), Los Yébenes (1676) i Quiroga (1683).

### President del Consell de Castella
En 1689 va tornar a Castella on el rei Carles II de Castella el va designar ambaixador a Portugal, càrrec al qual Arias renunciar adduint la seva recentment adquirida condició religiosa, ja que acabava d'ingressar a l'Orde de Sant Jeroni. Va ocupar la presidència del Consell de Castella entre desembre de 1692 i gener de 1696, data en què va presentar la seva dimissió i es va retirar a El Viso. A l'abril de 1699, a conseqüència del Motín de los gatos esdevingut a Madrid, en què el comte d'Oropesa va ser deposat de la presidència de Castella, Arias va ser cridat per substituir-lo. Durant els últims anys del regnat de Carles II, i davant la falta d'hereus d'aquest, es va unir al partit francès conjuntament amb el cardenal Portocarrero i Francisco Ronquillo Briceño, auxiliats per l'ambaixador francès duc d'Harcourt, i en oposició al partit austríac encapçalat pel comte d'Oropesa i l'almirall de Castella. A la mort del rei va formar part de la junta de regència que va assumir el govern del regne a l'espera de l'arribada del duc Felip d'Anjou.

### Regnat de Felip V: Arquebisbe de Sevilla
Amb l'arribada de Felip V de Castella al tron d'Espanya Arias va continuar a la cort al servei del nou monarca Borbó com a membre del Despacho. Durant l'absència d'aquest en la Guerra de Successió Espanyola Arias continuà com a membre del Despacho assistint a la reina Isabel de Farnesio. El 1702 va ser nomenat arquebisbe de Sevilla, encara que va rebre dispensa per estar absent de l'arxidiòcesi per motiu de la seva tasca com a president de Castella, i en aquest càrrec va romandre fins que les intrigues del comte de Montellano José de Solís y Valderrábano van aconseguir el seu allunyament de la cort al novembre de 1703 i passà a substituir-lo en la Presidència del Consell de Castella. Va ser creat cardenal in pectore pel papa Climent XI al consistori de 18 de maig de 1712, i el seu nomenament va ser fet públic el 30 de gener de 1713, encara que mai va viatjar a Roma per rebre el títol. Va morir a Sevilla als 79 anys i va ser enterrat a l'església del Sagrario d'aquesta mateixa ciutat